# آرثر ديكسون (لاعب كرة قدم بريطاني)
آرثر ديكسون (بالإنجليزية: Arthur Dixon)‏ هو لاعب كرة قدم بريطاني (وحمل سابقاً جنسية المملكة المتحدة لبريطانيا العظمى وأيرلندا) في مركز الدفاع، ولد في 1892 في شاديرتون في المملكة المتحدة، وتوفي في 25 ديسمبر 1965 في إنجلترا في المملكة المتحدة. لعب مع أولدهام أثلتيك ونادي رينجرز ونادي سانت ميرين ونادي كاودينبيث لكرة القدم.